# Стратегические бомбардировки во время Второй мировой войны
Стратегические бомбардировки во время Второй мировой войны — военная стратегия, использовавшаяся в годы Второй мировой войны всеми воюющими сторонами с целью уничтожения инфрастуктуры и экономики противника. Также использовалась как психологическое оружие, направленное на то, чтобы сломить желание противника сражаться. Проводилась путём систематически продуманных воздушных бомбардировок территории противника. Стратегические бомбардировки, проведённые Великобританией, Германией, СССР, США и Японией, использовали обычные вооружения, зажигательные бомбы и ядерное оружие.
Стратегические бомбардировки начались в первые часы конфликта 1 сентября 1939 года с неизбирательной воздушной бомбардировки немецкими люфтваффе большинства польских городов, а также столицы Варшавы.
В начале войны британское правительство приказало своим ВВС строго придерживаться Амстердамского проекта международных правил, запрещавшего атаковать гражданскую инфраструктуру за пределами зоны боевых действий, но отказалось от этого ограничения 15 мая 1940 года, на следующий день после бомбардировки Роттердама немецкой авиацией.
24 августа 1940 года немецкая авиация нанесла первый бомбовый удар по Лондону. Последовал период взаимных бомбардировок городов, основной целью которых были индустриальные городские зоны. В феврале 1942 года британские ВВС начали ковровые бомбардировки. Уточнялось, что необходимо «сосредоточить нападения на моральном состоянии гражданского населения противника и, в частности, промышленных рабочих».
Во Второй мировой войне воздушные бомбардировки унесли жизни 60 595 британцев, от 305 000 до 600 000 немцев.
Американские бомбардировки Токио, Иокогамы, Кобе и многих других японских городов, включая сюда атомную бомбардировку Хиросимы и Нагасаки, унесли жизни от 330 000 до 500 000 японских гражданских лиц, а также жизни около 100 000 японских военнослужащих.

## Довоенные концепции
Опыт Первой мировой войны позволил сформулировать первую концепцию «воздушной мощи», автором которой был итальянский генерал Джулио Дуэ. В своей программной книге «Господство в воздухе» в 1921 году он писал, что решить исход войны может и должна бомбардировочная авиация, которая нанесет сокрушающие удары по вражеским городам для сокращения его экономического потенциала и деморализации населения. В США концепцию «воздушной войны» развивал генерал Уильям Митчелл, но по его мнению тяжелые бомбардировщики предназначались, прежде всего, для потопления вражеских кораблей. Позже в США появилась так называемая «Бомбардировочная мафия», группа военных, которые считали необходимым использовать тяжелые бомбардировщики для ударов по целям на территории противника.
В СССР теорию использования военной авиации развивал комбриг А. Н. Лапчинский, который в записке, направленной 18 июля 1931 года начальнику ВВС РККА П. И. Баранову и озаглавленной «Соображения о развитии ВВС СССР на 2-ю пятилетку» писал: «Чем грандиознее будет удар по политическим, промышленным и административным центрам, тем сильнее будет соответствующее моральное потрясение противника и нанесенный ему материальный урон, тем скорее начнется классовое расслоение его тыла со всеми последствиями этого для армии».

## В Европе

### Вторжение Германии в Польшу
С самого начала войны люфтваффе провело массированные авианалёты на польские города. Варшава, Велюнь, Фрамполь и многие другие польские города подверглись массированным немецким бомбардировкам, зачастую напрямую направленным против гражданского населения. В случае Фрамполя город был полностью разрушен немцами без какой-либо военной необходимости, а лишь с целью проверки эффективности и точности собственных воздушных бомбардировок.
Первые бомбы на Германию во время Второй мировой войны были сброшены одиночным польским бомбардировщиком PZL.23 «Карась» 21-й эскадрильи на фабрику в городе Олава, в то время бывшем немецким. Хотя Польские ВВС обладали небольшим количеством современных бомбардировщиков среднего радиуса действия таких как PZL.37 «Лось», до того как масштаб немецких военных преступлений стал известным, польское командование не желало отдавать приказ о стратегической бомбардировке территории Германии. Количественное и качественное превосходство люфтваффе в течение всего нескольких дней сделало такие операции невозможными.

### Битва за Британию (1940)
До начала войны англичане были под глубоким впечатлением от немецких стратегических бомбардировок времен Первой мировой войны — впервые за сотни лет Лондон был успешно атакован противником — и в межвоенный период британские расчеты вероятного эффекта стратегических бомбардировок территории Великобритании, основанные на результатах этих бомбардировок, приводили к мысли, что стратегические бомбардировки городов противника, проводимые с использованием новейших бомбардировщиков того времени, заставят противника выйти из войны без необходимости увязать в долговременной траншейной войне. К тому же, было широко распространено мнение, что эффективной защиты от бомбардировщиков не существует (отсюда выражение «Бомбардировщик всегда пробьётся к цели»).
Разрушения от стратегических бомбардировок с использованием обычных вооружений и отравляющих веществ ожидались на уровне, который в действительности был достигнут только в атомных бомбардировках.
Когда в 1939 началась война, Королевские ВВС имели всего 488 бомбардировщиков всех типов, в основном устаревших, из которых только около 60[уточнить] было новых Веллингтонов: большая часть остальных не обладала достаточной дальностью для нанесения ударов даже по Руру (не говоря уже о Берлине), имела незначительное вооружение и не могла нести существенной бомбовой нагрузки. Не было эффективных прицелов для бомбометания, очень мало бомб, которые могли причинить существенный ущерб противнику, и даже такие очевидные вещи как карты Европы для определения курса до цели и обратно, были в большом дефиците. Более того — сложность наведения бомбардировщиков ночью, на больших дистанциях, для точной атаки небольших целей была очень сильно недооценена.
Германия к тому времени отказалась от планов по производству стратегических бомбардировщиков. С учётом того, что немецкие технические ресурсы были уже в значительной степени задействованы для удовлетворения других потребностей, доктрина люфтваффе предполагала активную поддержку армии, и, с учётом практического опыта Испании, немецкое командование концентрировалось на применении тактических бомбардировщиков как воздушной артиллерии для поддержки армейских операций, и истребителей как средства защиты бомбардировщиков от истребителей противника. С началом боевых действий в Западной Европе, все три основных участника (Великобритания, Германия и Франция) сконцентрировались на дневных тактических бомбардировках. Немецкие «Юнкерсы-87» и средние бомбардировщики были весьма эффективны как поддержка операций немецкой армии; Французские ВВС, парализованные внутренними политическими конфликтами с другими родами войск и недостаточной логистической подготовкой, не смогли эффективно применить большое количество современных самолётов, находившихся в их распоряжении. ВВС Великобритании обнаружили, что храбрость в боях не может компенсировать недостаток необходимой подготовки летного состава и вооружения самолётов; потери британских бомбардировщиков во время защиты Франции были катастрофическими, а результаты их действия — минимальными. Как следствие, по итогам первого года войны, о стратегических бомбардировках мало кто вспоминал.

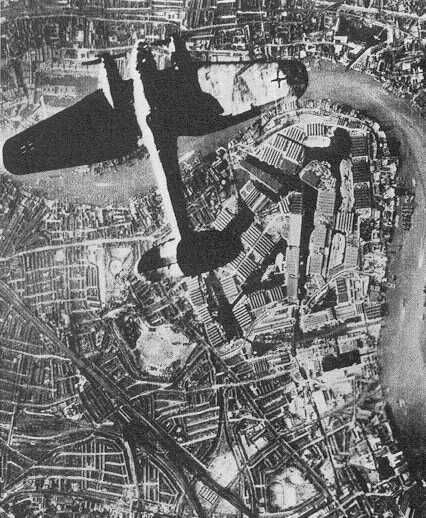
Немецкий бомбардировщик Heinkel He 111 над доками Лондона, 1941 год.

Из-за нарастающих потерь в ходе Битвы за Британию, люфтваффе начало прибегать к тактике ночных бомбардировок. В течение недели, начавшейся 12 августа, менее четверти полётов люфтваффе было совершено ночью, в то время как в последнюю неделю августа — уже более половины. 19 августа Геринг приказал совершить большую ночную атаку на Ливерпуль, и дал подчиненным свободу самим выбирать цели для бомбёжки. Лондон подвергался бомбёжкам 15, 18/19, 22/23, 24/25, 25/26 и 28/29 августа. В целом в ходе бомбёжек английских городов в августе 1940 года погибло свыше тысячи человек. В ответ ВВС Великобритании совершили свой первый налёт на Берлин 25/26 августа. Это было политически неприятно для Геринга, утверждавшего, что люфтваффе может защитить крупные немецкие города от авианалётов. Под давлением своих руководителей[уточнить], в частности Кессельринга, и полагая, что ВВС Великобритании были намного слабее, чем на самом деле, Геринг приказал сконцентрироваться на бомбардировке Лондона, в надежде, что «последние оставшиеся» истребители английских ВВС будут втянуты в воздушные бои, в которых люфтваффе сможет победить за счет численного превосходства. Масштабные бомбардировки Лондона начались 7 сентября, когда более 300 бомбардировщиков атаковало вечером и ещё 250 — ночью. К утру 8 сентября 430 жителей Лондона было убито, а люфтваффе выпустило пресс-релиз, в котором заявило, что свыше тысячи тонн бомб было сброшено на Лондон в течение 24 часов. В течение последовавших 9 месяцев бомбардировкам подверглись многие английские города, включая Бирмингем, Ливерпуль, Бристоль, Белфаст, Кардифф и Ковентри. Заявленная цель бомбардировок была стратегической — разрушение портовой и промышленной инфраструктуры; но также не подлежит сомнению, что сломить волю рядовых англичан к сопротивлению было важной, если не главной, целью этой кампании.
Постепенно, ввиду значительных потерь от действий английской истребительной авиации, люфтваффе перешло к ночным бомбардировкам. Отыскание цели было проблемой и в дневное время; в ночное же оно было практически невозможным, что в итоге давало точность примерно в «город». Потери среди гражданского населения при этом были значительны. Ожидаемого падения воли к сопротивлению, однако, не произошло — более того, согласно широко распространённому мнению, бомбёжки имели противоположный эффект.
В течение 1941 года, ВВС сторон втянулись в радионавигационную войну. Немецкие ученые разработали ряд радионавигационных приспособлений, предназначенных для помощи пилотам люфтваффе в наведении на цели ночью над территорией Великобритании, в то время как англичане работали над контрмерами (из которых стоит особо упомянуть разработку воздушного радара, ложных радиомаяков и станций радиопомех).
Несмотря на значительный урон, нанесенный немецкими бомбардировками, и значительные человеческие потери среди гражданского населения, воздушная защита Великобритании постепенно улучшалась, а необходимость переброски всех возможных частей люфтваффе на Восточный фронт привела к постепенному превращению бомбардировок из масштабных в редкие беспокоящие рейды.

### Бомбардировки советскими ВВС
Уже в августе 1941 года велись бомбардировки Германии советскими ВВС. Первая бомбардировка была произведена самолётами ДБ-3 Балтийского флота. В бомбардировках немецкой территории участвовали также самолёты Ил-4, Пе-8, Ер-2.
Массированным налётам подвергся Хельсинки в 1944; однако ПВО города была хорошо подготовлена и ущерб оказался незначительным. Также высказывается мнение, что непосредственно перед вылетом командовавший советской авиагруппой Александр Голованов получил приказ Сталина: ударить по окраине города с целью минимизировать потери гражданского населения.

### Британский контрудар
Британия начала свою собственную кампанию ночных стратегических бомбардировок в 1940 году и к концу войны довела её размах до впечатляющих размеров. Воздействие стратегических бомбардировок на противника в то время плохо понималось и существенно преувеличивалось. В особенности в первые два года кампании, очень немногие британцы понимали насколько малы были нанесенные британской авиацией разрушения и как быстро немцы восполняли потери в производстве, несмотря на те очевидные уроки, которые Великобритания могла получить из своего собственного опыта выживания под ударами немецкой авиации ранее.
Ближе к середине кампании, британское командование начало медленно понимать, что результаты бомбардировок оказывают незначительное воздействие на немцев. Несмотря на нарастающий тоннаж сбрасываемых бомб, неточность бомбометания была такова, что если бомба падала в пределах пяти миль от цели, это считалось «попаданием» для целей статистики, но даже и при таком учёте многие бомбы признавались не попавшими в цель. Иногда разброс воронок от разрывов бомб был настолько велик, что, разбирая результаты состоявшегося английского налёта, немцы были не в состоянии определить, какой город (не говоря уже о конкретном сооружении внутри города) был изначальной целью налёта.
Для решения проблемы эффективности бомбардировок британское командование отказалось от идеи точечных ударов по объектам ключевых производств (в частности, шарикоподшипниковых) и перешло к практике ковровых бомбардировок немецких городов.
Артур Харрис, глава Бомбардировочного командования Королевских ВВС, говорил, что «за неимением рапиры пришлось прибегнуть к дубинке». В его восприятии, хотя намного более предпочтительными были бы точечные удары по конкретным целям, физической возможности сделать это не было, и, поскольку война есть война, необходимо атаковать тем, что есть под рукой. Он поддержал идею бомбардировок городов, зная, что она приведёт к жертвам среди гражданского населения, потому что это был выбор между бомбардировками городов и полным отсутствием бомбардировок, а также потому, что бомбардировки городов означали сбрасывание большого количества бомб на районы, полные экономической активности, в которых были расположены промышленные предприятия, вносящие существенный вклад в немецкое военное производство.
Это изменение в приоритетах было согласовано с британским кабинетом в 1942 году после презентации профессором Линдеманном, ведущим научным советником правительства, предложений по «обездомливанию» немецкой рабочей силы с помощью бомбардировок немецких городов. Такое изменение было вызвано, частично, неспособностью британских ВВС поразить или даже найти цели меньшего размера, чем города; первоначально даже нахождение городов было затруднительным. Маршал британских ВВС Артур Харрис (также известный как «Бомбардировщик» Харрис) был назначен для выполнения задачи, в феврале 1942 года была выпущена новая директива о бомбардировке городов. Убежденность Харриса в том, что именно бомбардировка гражданских центров позволит выиграть войну, и решительная поддержка новой цели войны маршалом ВВС Хью Тренчардом возобладали над колебаниями, имевшими место вначале.
В дальнейшем, уже в ходе кампании, прогресс в точности наведения бомбардировщиков Королевских ВВС был достигнут за счет лучшего обучения экипажей, применения электронных средств наведения и эффективного использования новых тактик наведения на цель, таких, как создание специальных «наводящих» подразделений, помечающих цели бомбометания для главных сил.
Первоначально применялись в основном «беспокоящие» ночные и точечные бомбардировки стратегически важных объектов, которые оказались малоэффективны из-за неточности бомбометания. Даже при случайном попадании немцы быстро устраняли локальный ущерб. Убедившись в этом и по мере завоевания господства в воздухе, англо-американское командование перешло к тактике массированных ковровых бомбардировок немецких городов для их полного уничтожения комбинированным применением «блокбастеров» (тяжёлых фугасных бомб) и зажигательных бомб.
Блокбастер разрушал здания в эпицентре взрыва, но, главное, взрывной волной сносил черепичные крыши, выбивал стёкла и двери во всех зданиях на сотни метров вокруг. Отсутствие крыш делало здания уязвимыми для многих сотен мелких зажигательных бомб, которые сбрасывались вместе с блокбастером. Отсутствие оконных стёкол и дверей в зданиях создавало хорошую тягу воздуха и способствовало быстрому развитию пожара. При плотной застройке и поражении большой площади многочисленные пожары сливались в единый огненный смерч, с которым невозможно было бороться.

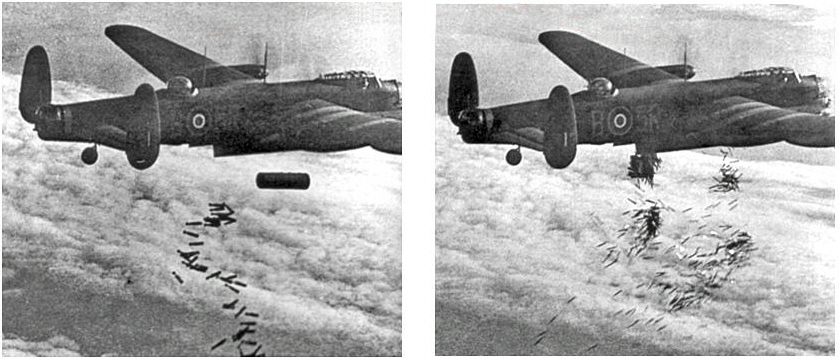
«Ланкастер» бомбит Дуйсбург одной большой фугасной бомбой и 108 зажигательными бомбами (слева) и пакетами 4-фунтовых зажигательных бомб (справа) 15 октября 1944 года

Вплоть до 1944 года эффект воздействия на немецкое военное производство оставался крайне небольшим и вызывал сомнения в том, стоил ли полученный результат затраченных усилий (значительная часть промышленности Великобритании была занята созданием огромного флота тяжёлых бомбардировщиков). Обычным контраргументом на это было утверждение, что в любом случае это было единственным направлением, в котором можно было направить британское военное производство. Ущерб, нанесённый немецкой транспортной системе, также был очень значительным. Кроме того, люфтваффе было существенно ослаблено, и к середине 1944 года союзники завоевали господство в воздухе над Германией в дневное время, что было абсолютно необходимо для успешной подготовки к высадке союзников в Нормандии.
23 февраля 1945 года 368 английских бомбардировщиков нанесли удар по городу Пфорцхайм — третья по числу жертв среди гражданского населения бомбардировка.

### Точечные удары
В мае 1943 британские ВВС провели успешную атаку на плотины Рурского района (Операция «Большая порка») с использованием уникальных «прыгающих бомб» — в течение одной ночи были разрушены две крупные плотины и одна повреждена. Налёт нанес существенный урон промышленному потенциалу Рура. Вес бомбы был 4 тонны. Толщина стенки плотины составляла около 43 метров из бетона. При подготовке за два месяца летчики сбросили 2500 макетов бомб, научились летать на высоте 60 метров над поверхностью воды. На каждую плотину было сброшено 4-5 бомбы. Операция  подробно описана в мемуарах летчика Великобритании Гая Гибсона «Впереди вражеский берег» и книге Пола Брикхилла «Разрушители плотин». Был снят художественный фильм  «Затопить Германию!».
17 августа 1943 года британские ВВС совершили массированный налёт на центр разработки самолётов-снарядов Фау-1 в Пенемюнде (операция «Гидра»). Были разрушены стартовые площадки и некоторые постройки, погибло 735 человек (в их числе был один из ведущих разработчиков ракеты Тиль). Однако важнейшие объекты (аэродинамическая труба, измерительная лаборатория и испытательная станция) не пострадали. Сроки разработки Фау-1 пришлось увеличивать более чем на месяц.
С постановкой на вооружение в 1944 сверхмощных бомб Tallboy и Grand Slam появилась возможность наносить эффективные точечные удары по стратегическим военным объектам (напр. «Фау-3»), недоступным для разрушения иными средствами. Были поражены:
- тоннель в Сомюре. Разрушен 9 июня 1944. Нарушена доставка немецких подкреплений в Нормандию.
- Операция «Арбалет» — серия налётов на объекты «Оружия возмездия» (Фау-1 и Фау-2) 15 ноября 1943. Разрушены заводы по производству ракет и укреплённые пусковые бункеры. Разрушено практически законченное строительство позиции сверхдальней системы Фау-3.
- укрепленные доки (базы) подлодок, в Гавре, Булони, Бресте, Керомане, Лорьяне и др.
- линкор Tirpitz. Потоплен 12 ноября 1944.
- линкор Lützow. Серьёзно поврежден (апрель 1945).
- разрушен стратегически важный мост в Билефельде.
- разрушена резиденция Гитлера в Берхтесгадене.

Ни одна из этих операций, кроме затопления долины Рура, не вызвала жертв среди гражданского населения противника.
Также, низкая эффективность ковровых бомбардировок привела к программе создания высокоточных авиабомб, которые в дальнейшем ограниченно, но сравнительно эффективно использовались в конце войны (1944—1945).

### Американско-британские бомбардировки нефтепромыслов в Румынии
В июне-июле 1941 года британская авиация дважды атаковала нефтеперерабатывающие заводы в Плоешти. 12 июня 1942 года эскадрилья из 13 тяжёлых бомбардировщиков B-24 Liberator атаковала нефтеперерабатывающий Astra Romana в Плоешти. Это была первая воздушная атака авиации США на европейском театре военных действий. Затем англо-американская дальняя авиация стала бомбить нефтяную инфраструктуру Румынии регулярно. Вылеты, в основном, совершались с баз в Каире (Египет) и Бенгази (Ливия).
Самая массированная бомбардировка района Плоешти произошла 1 августа 1943 года.

### Британо-американские бомбардировки Германии

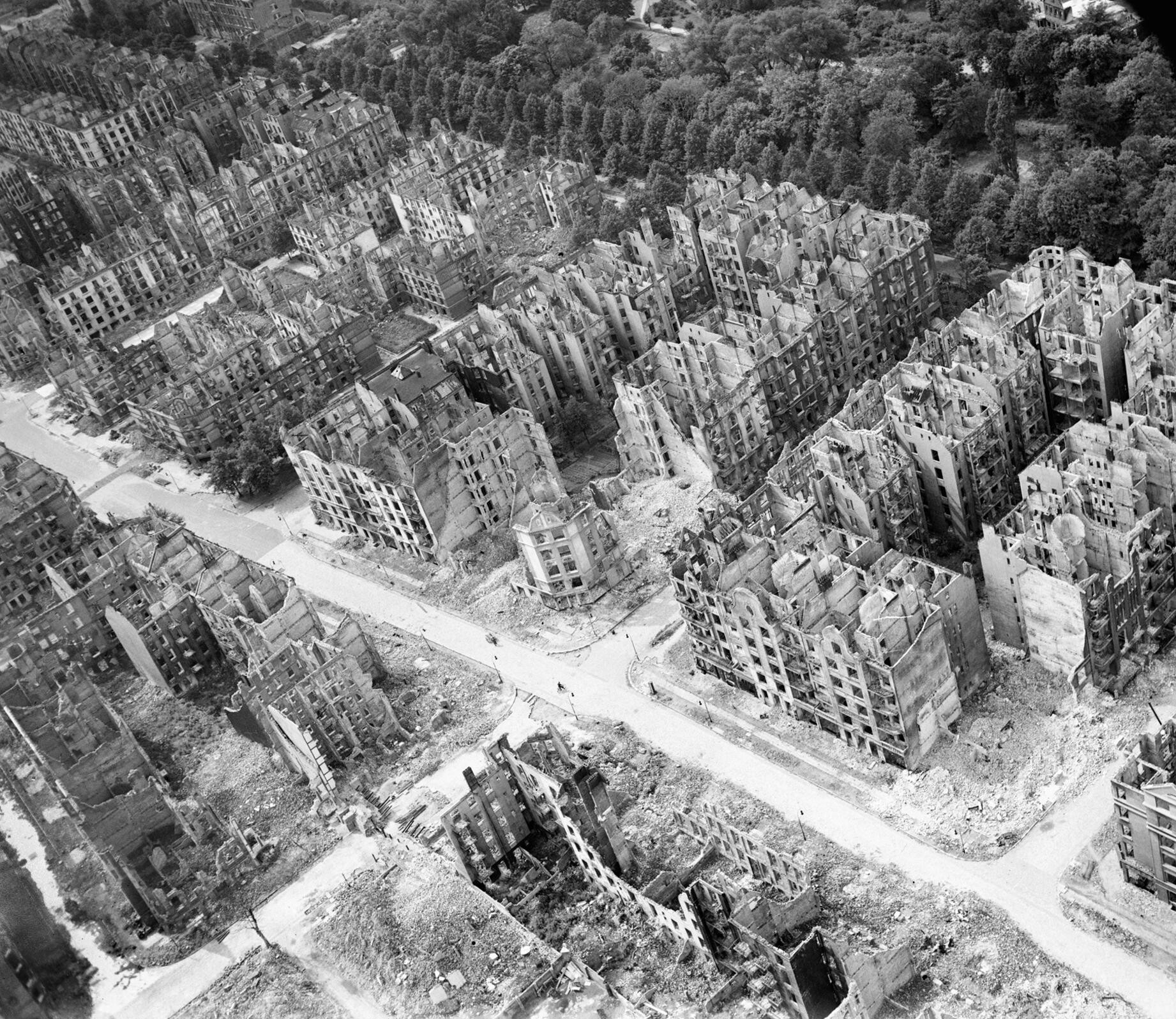
Сгоревшие кварталы многоквартирных домов в Гамбурге; фотография 1944—1945 годов

В августе 1942 года в Англию начали прибывать первые экипажи 8-й воздушной армии США, имевшие на вооружении стратегические бомбардировщики Boeing B-17 Flying Fortress.
Первый пробный налёт был совершён 17 августа 1942 года на железнодорожный узел в г. Соттевиль-ле-Руан в северо-западной части Франции.
В январе 1943 года на Касабланкской конференции было принято решение начать стратегические бомбардировки Германии совместными англо-американскими силами. Целями бомбардировок должны были стать как объекты военной промышленности, так и города Германии. Операция получила кодовое название операция Pointblank.
В июле-августе 1943 года массированной бомбардировке был подвергнут Гамбург. Первым массированным налётом на объекты в глубине Германии стал двойной рейд на Швайнфурт и Регенсбург 17 августа 1943 года. Подразделения неохраняемых бомбардировщиков оказались неспособны защитить себя от атак немецких истребителей и потери оказались значительными: около 20 %. Такие потери были признаны неприемлемыми и 8-я воздушная армия остановила воздушные операции над Германией вплоть до прибытия истребителей P-51 Mustang, имевших достаточную дальность полёта, чтобы долететь до Берлина и обратно.

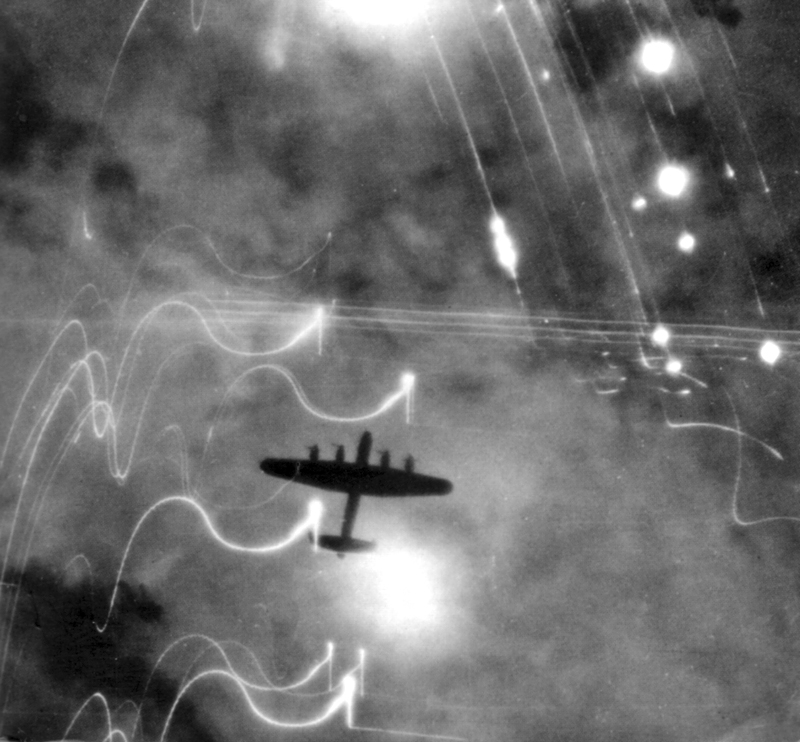
Avro Lancaster над Гамбургом.

С прибытием 15-й воздушной армии, базировавшейся в Италии, командование ВВС армии США в Европе было консолидировано в Стратегических военно-воздушных силах США (USSTAF). C постановкой в строй P-51 Mustang, операция «Пойнт-бланк» была возобновлена.
Удар по люфтваффе в операции, известной как «Большая неделя» (20 февраля — 25 февраля 1944) оказался успешным — потери немецких ВВС были таковы, что Германии пришлось срочно заняться распределением промышленных мощностей, так как немецкая истребительная авиация более не могла защищать небо над Германией даже днем и при поддержке наземной системы ПВО.

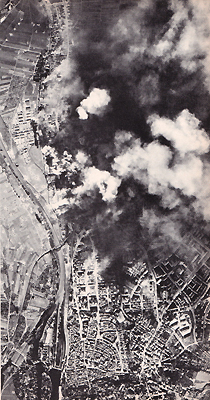
Рейд ВВС США на шарикоподшипниковую фабрику в Швайнфурте, Германия, 1943 год

27 марта 1944 года Объединённый комитет начальников штабов выпустил приказ, передающий контроль над всеми союзными ВВС в Европе, включая стратегические бомбардировщики, генералу Дуайту Эйзенхауэру, верховному главнокомандующему силами союзников, который делегировал командование стратегической авиацией маршалу ВВС Артуру Теддеру. Это назначение встретило сопротивление со стороны нескольких руководителей, таких как Черчилль, Харрис и Карл Спаац, но после некоторых споров, решение было окончательно одобрено.
Когда операция «Пойнт-бланк» была официально завершена 1 апреля 1944 года, союзные ВВС были на пути к завоеванию превосходства в воздухе над всей Европой. Хотя стратегические бомбардировки в какой-то степени продолжались, ВВС союзников переключились на тактические бомбардировки в рамках обеспечения высадки в Нормандии. Только в середине сентября 1944 года стратегические бомбардировки Германии снова стали приоритетными для ВВС союзников.
Так как не все объекты Германии и её союзников находились в пределах радиуса действия вылетавших из Англии и Италии бомбардировщиков, а на небольшом расстоянии впереди по курсу бомбардировщиков находилась территория, освобожденная советскими войсками, то в ноябре 1943 года возникла идея совместной советско-американской операции с челночным движением американских бомбардировщиков по треугольнику Англия—Италия—Полтава (Операция «Фрэнтик»). Первая такая «челночная» бомбардировка была проведена 2 июня 1944 года, целью был ряд объектов на территории Венгрии, в том числе крупного венгерского железнодорожного узла Дебрецен. Эти авиарейды продолжались до сентября 1944 г..
Масштабным круглосуточным бомбардировкам — ВВС США днем, Великобритании — ночью, — подверглись многие промышленные районы Германии, главным образом Рур, за которыми последовали атаки непосредственно по городам, таким как Кассель, Пфорцхайм, Майнц и часто критикуемый налёт на Дрезден, в результате которого погибло 25 тысяч человек. При бомбардировках городов использовались фосфорные бомбы.
Указанный в итоговой таблице суммарный тоннаж бомб, сброшенных ВВС США, надо воспринимать с осторожностью, так как они могут относиться к глобальным результатам действий ВВС США. Тоннаж, сброшенный ВВС США в Европе, был намного меньше, чем ВВС Великобритании, поскольку последние имели бомбардировщики большей грузоподъёмности и проводили бомбёжки в течение более длительного периода (см. таблицу ниже).

### Статистика союзнических бомбардировок в 1939—1945
|       | Вылеты  | Потери |
| ----- | ------- | ------ |
| Ночью | 297 663 | 7449   |
| Днем  | 66 851  | 876    |

| Год  | Королевские ВВС (тонн) | 8-я авиаармия ВВС США (тонн) |
| ---- | ---------------------- | ---------------------------- |
| 1939 | 31                     | —                            |
| 1940 | 13 033                 | —                            |
| 1941 | 31 504                 | —                            |
| 1942 | 45 561                 | 1561                         |
| 1943 | 157 457                | 44 165                       |
| 1944 | 525 518                | 389 119                      |
| 1945 | 191 540                | 188 573                      |

Во время воздушных налетов на Германию погибло 140 тысяч британских и американских авиаторов, и была сбита 21 тысяча самолетов.

### Эффективность
Несмотря на свою популярность среди военных и политиков, стратегические бомбардировки подвергались критике из практических соображений, так как не всегда давали надежный результат, и из моральных соображений — ввиду значительных жертв среди гражданского населения. Так, бомбардировки Берлина (всего за время войны сброшено 540 тысяч тонн бомб) в конце войны практически не прекращались — американцы бомбили днем, англичане — ночью. Количество разрушений увеличивалось почти ежечасно и достигло ошеломляющих масштабов. Взрывы бомб превратили в пустыню более десяти квадратных миль застройки — в десять раз больше, чем площадь Лондона, разрушенная люфтваффе. Почти половина из 1 562 000 берлинских зданий понесли тот или иной урон, каждый третий дом был или полностью разрушен или непригоден для проживания. Людские потери были так высоки, что их никогда не удастся точно подсчитать, но, по меньшей мере, 52 000 человек погибли и вдвое больше были серьёзно ранены (это чуть больше потерь лондонцев убитых( 40 000 - 43 000) во время операции "блиц" по массовой бомбардировке Британии в 1940-41гг)
Командование ВВС США твердо придерживалось утверждения о «точном» бомбометании по военным целям в течение почти всей войны, и отрицало претензии, что они просто занимались бомбёжкой городов. В реальности дневные бомбёжки были «точными» только в том смысле, что большинство бомб падало где-то поблизости от конкретной цели — такой, как, например, узловая железнодорожная станция, в то время как при ночной бомбардировке целью бомбёжки был город в целом. Тем не менее общий тоннаж бомб, сброшенных днём и ночью, в конечном счёте оказался достаточным, чтобы причинить масштабный ущерб, и, что даже более важно с военной точки зрения, заставить немцев отвлекать ресурсы для его устранения.

#### Воздействие на немецкую промышленность
Эффективность бомбардировок оспаривается на основании того, что немецкое промышленное производство увеличивалось во время войны. Обзор эффективности стратегических бомбардировок, проведённый правительством США в 1946 году показал, что немецкое промышленное производство в самолётостроении, выплавке стали, танков и в других секторах в течение войны значительно выросло, несмотря на проводимые стратегические бомбардировки. Однако увеличение военного производства оказалось значительно меньшим, чем потенциально позволяла немецкая экономика, и намного меньше, чем рост военного производства в Великобритании и США. Вплоть до поздних стадий войны немецкое промышленное производство не было полностью задействовано для военных нужд, и немецкие фабрики работали в одну смену. Простым переходом к трехсменному производству промышленный выпуск мог быть увеличен в три раза без каких-либо вложений в инфраструктуру. Однако инфраструктура подвергалась постоянным атакам. Бомбёжки немецких каналов и железных дорог сделали транспортировку военных материалов, по меньшей мере, затруднительной. Разрушение транспортной системы, особенно в ключевых точках (мосты, виадуки, железнодорожные узлы и так далее), делало рост промышленного производства малоэффективным.
До ноября 1943 года англо-американская авиация совершала налёты на транспортные и промышленные предприятия, однако ущерб, причинявшийся транспорту и промышленности, был незначителен; обычно дело шло о потерях, связанных с приостановкой производства при приближении самолётов противника. В одном из официальных отчетов германского Управления военно-хозяйственного планирования за 1943 г. отмечалось, что падение выпуска основных видов сырья и материалов под влиянием воздушных налётов колебалось от 1,2 % в добыче каменного угля до 6,4 % в производстве стали, то есть было сравнительно небольшим. При этом потери в промышленности от воздушных налётов удалось значительно сократить благодаря рассредоточению и перемещению многих строительных и сборочных заводов в другие районы. Некоторые стратегически важные предприятия были спрятаны под землю и уже в первой половине 1944 года стали давать продукцию.
С начала 1944 года главным объектом воздушных налётов стали авиационные заводы. В феврале 1944 года в течение нескольких дней воздушным атакам подверглось 50 % авиационных заводов, причём многие из них были почти целиком разрушены. Но каждый раз удавалось вновь восстанавливать производство или перемещать заводское оборудование в другое место.
В конце апреля 1944 года англо-американская авиация начала бомбить электростанции и заводы по производству синтетического бензина, аммиака и синтетического каучука. Эти предприятия были наиболее уязвимыми, так как они концентрировались, в основном, в одном весьма небольшом по площади районе. Также производились систематические воздушные налёты на транспортную инфраструктуру. В последние 10 месяцев войны (июль 1944 — апрель 1945) почти половина от веса бомб на Германию с присоединёнными, оккупированными и союзными ею странами была сброшена на транспортную инфраструктуру и предприятия нефтяной и топливной промышленности.
Атаки на нефтяные скважины, нефтеперерабатывающие заводы и нефтебазы оказались очень успешными, и внесли большой вклад в общий коллапс немецкой экономики в конце войны. Главной головной болью министра производства вооружений А. Шпеера были бомбёжки нефтяных объектов; однако, это случилось достаточно поздно, когда Германия в любом случае уже терпела поражение. Тем не менее, будет справедливо сказать, что кампания бомбёжек нефтяных объектов существенно сократила длительность войны, сохранив таким образом значительное количество человеческих жизней.
Как считал Шпеер, в техническом отношении Германия потерпела поражение 12 мая 1944 года, когда благодаря массированным бомбардировкам союзников было уничтожено 90 % заводов, производящих синтетическое горючее.
Бомбардировки англо-американской авиации лишили Германию 1,15 млн тонн авиационного бензина, что вдвое превышало стратегические резервы вермахта. Из-за нехватки топлива резко снизился уровень подготовки немецких летчиков. В конце сентября 1944 г. Шпеер написал Гитлеру: «Более 37 истребителей, базирующихся в Крефельде, в течение двух суток не могли совершать боевые вылеты, несмотря на прекрасную погоду. Лишь на третий день эта часть получила горючее, но его хватило лишь двадцати самолетам на короткий вылет в Аахен». Несколько дней спустя на аэродроме Бернойхен близ Берлина командир учебной роты сообщил Шпееру, что его курсанты из-за недопоставок горючего могут летать лишь час в неделю.
В июле 1944 г. Шпеер сообщил Гитлеру, что из-за нехватки горючего к сентябрю все тактические перемещения сухопутных войск станут невозможными. Этот прогноз подтвердился. В конце октября 1944 г. Шпеер доложил Гитлеру, что «наткнулся на колонну из 150 грузовиков, каждый из которых тащила упряжка из четырёх быков. Многие грузовики буксировались танками и тракторами». В начале декабря 1944 г. Шпеер выразил озабоченность тем, что «обучение водителей танков оставляет желать лучшего», поскольку опять же не хватает горючего.
30 января 1945, в день двенадцатой годовщины прихода Гитлера к власти, Альберт Шпеер представил на имя Гитлера меморандум, подчеркнув значение потери Силезии. «„Война проиграна“, — начал он свой доклад и далее в бесстрастной и объективной манере объяснил почему — „После массированных бомбёжек Рура силезские шахты начали поставлять 60 процентов немецкого угля“».
Также немецкие наблюдатели отмечали вклад союзных бомбардировок в ограничение возможностей немецкой промышленности по развертыванию новых видов оружия. Шпеер неоднократно отмечал (как во время, так и после войны), что бомбёжки привели к значительным трудностям в промышленном производстве. Конкретный пример исходит от адмирала Карла Дёница, который в своих мемуарах отметил неспособность промышленности наладить выпуск революционных субмарин класса XXI, которые могли целиком изменить баланс сил в Битве за Атлантику), что им целиком приписывалось эффекту стратегических бомбардировок. Однако обзор эффективности стратегических бомбардировок правительства США пришёл к заключению, что задержки в развертывании новых подлодок не могут быть отнесены к следствиям воздушных бомбардировок. Бомбежки заводов BMW и Флеттнера в Йохаништале, выделенных под производство заказа в 1000 вертолётов Fl 282 «Kolibri», не позволили выпустить более 24 опытных машин.

#### Психологическое воздействие

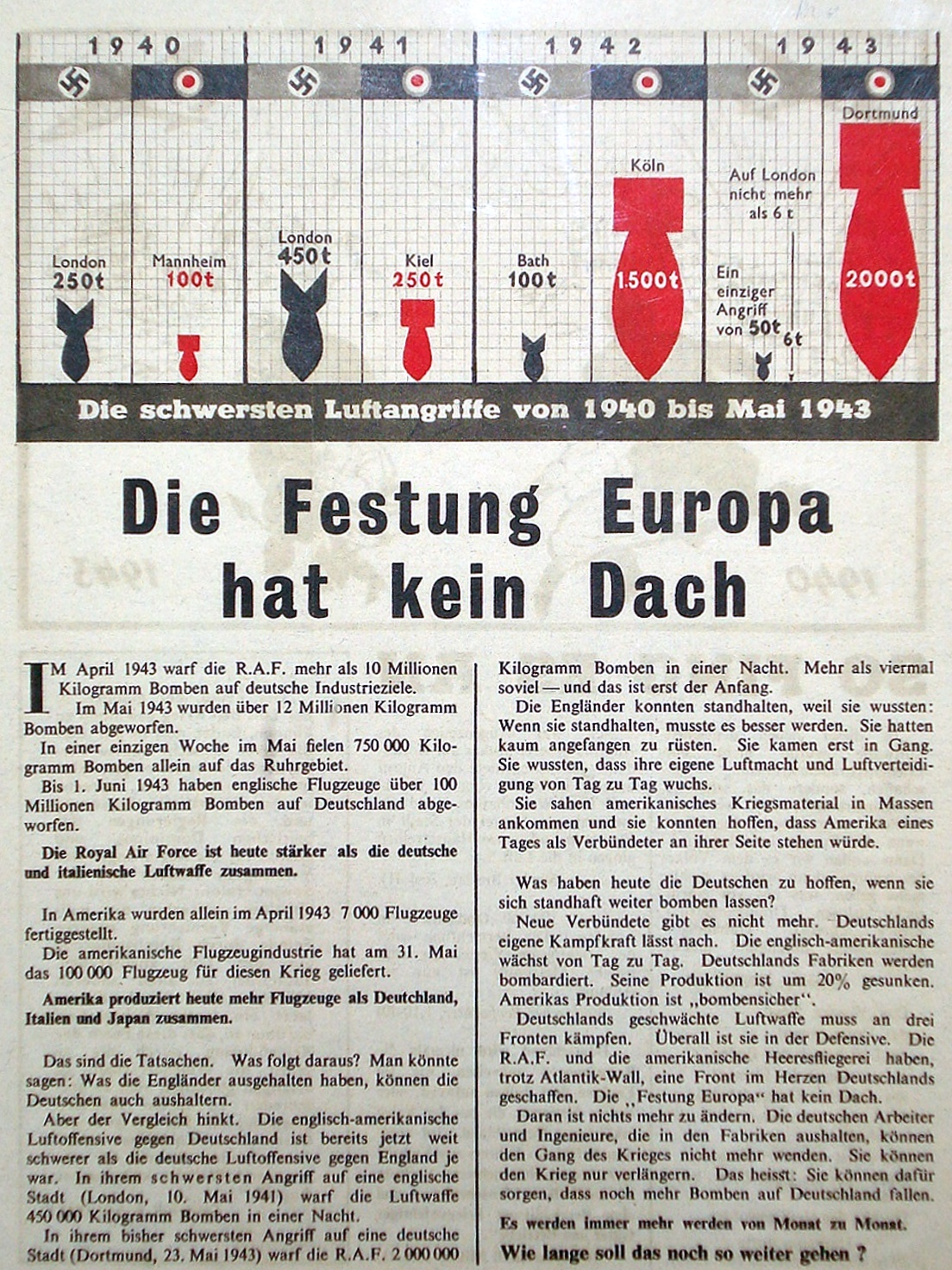
Пропагандистская листовка, сброшенная Королевскими ВВС во время рейда на Эссен («Крепость Европа не имеет крыши»)

Хотя стратегические бомбардировки предназначались чтобы «сломить волю противника», они вызвали обратный эффект.
Воля британского народа к сопротивлению не была сломлена во время немецких бомбёжек на ранней стадии войны.
В Германии воля к сопротивлению также не была сломлена в ходе стратегических бомбардировок, которые проводились с намного большим размахом, чем немецкие бомбёжки Великобритании. В Германии, так же, как и в Японии, не было бунтов с требованием капитуляции, и немецкие рабочие продолжали поддерживать военное производство на максимально высоком уровне; лояльность немецких гражданских лиц нацистскому режиму хотя и поколебалась в результате бомбардировок, но сохранилась вплоть до конца войны. Большая часть немецких гражданских лиц, в основном женщины и дети, были эвакуированы из городов на поздних стадиях войны. Рабочие на некоторых, но не на всех, заводах были заменены заключёнными концлагерей с низкой мотивацией к труду, которые подвергались жестоким репрессиям со стороны своих охранников, если их производительность снижалась.
Покончил с собой после бомбардировки Гамбурга в конце июля 1943 года начальник штаба люфтваффе Ганс Ешоннек (Jeschonek, Hans), не нашедший поддержки своего требования значительно усилить противовоздушную оборону.
Британский военный теоретик генерал Джон Фуллер назвал британо-американские стратегические бомбардировки «варварскими разрушениями», малоэффективными в военном и психологическом плане и подрывавшими «основы послевоенного мира».

### Противовоздушная оборона Германии
К 1944 году в зенитной артиллерии и иных наземных частях ПВО Германии служило около 1 250 000 человек, на вооружении стояло до 15 000 зенитных орудий крупного и среднего калибров, до 25 000 зенитных орудий малого калибра, 7 000 прожекторов и 2 500 аэростатов воздушного заграждения. В ликвидации последствий бомбардировок было задействовано свыше 1 000 000 человек.

### Люфтваффе — противодействие налётам

#### Дневные налёты
Тяжёлые бомбардировщики (B-17 и др.), несущие на борту несколько оборонительных 12,7-мм пулемётов, представляли собой грозную цель для атакующих истребителей, однако, идя в плотном строю, они не могли эффективно уклоняться от атак последних, более того, на боевом курсе они должны были поддерживать постоянную скорость и высоту для точного бомбометания, поэтому отдельно взятый самолёт не мог эффективно защититься от направленной на него атаки.
После осмотра сбитых бомбардировщиков B-17 и B-24 офицеры люфтваффе пришли к выводу, что для поражения тяжёлого бомбардировщика нужно не менее 20 попаданий с задней полусферы 20 мм снарядов пушки MG 151. Пилоты со средней стрелковой подготовкой попадали в бомбардировщик только 2%-ми выпущенных по цели снарядов. Таким образом, для уверенного поражения самолёта необходимо было выпустить по цели не менее 1000 снарядов. Ранние версии Fw 190, основного немецкого дневного перехватчика, были вооружены двумя пушками MG FF с боекомплектом 500 снарядов, позднее истребитель вооружили пушками MG 151, которые превосходили MG FF в дальности действительного огня. Эффективная дальность стрельбы истребителей не превышала 400 м, в то время как стрелки бомбардировщиков открывали огонь с дистанции 1000 м. Однако немецкие пилоты обнаружили, что для поражения бомбардировщика из менее защищенной передней полусферы достаточно четырёх-пяти попаданий. 
 Вместе с тем, атака боевого порядка B-17 «в лоб» была далеко не простым делом. При скорости сближения около 200 м/с (700 км/ч) на прицеливание и стрельбу отводилось не более 2 секунд. После атаки предстояло ещё уклониться от столкновения, что, учитывая размер B-17, было также не просто. Эксперт люфтваффе Ганс Филипп, имевший опыт боевых действий как на Восточном, так и на Западном фронте, писал:
Сражаться с двумя десятками русских истребителей, так и ждущих, чтобы их ужалили, или с английскими Спитфайрами было в радость. Никто не задумывался при этом о смысле жизни. Но когда на тебя летят семьдесят огромных «Крепостей», вся твоя грешная жизнь проносится в памяти за считанные секунды.
Для увеличения эффективности Fw 190 в качестве перехватчика количество пушек на самолёте увеличили до четырёх, при этом увеличив боекомплект, в дальнейшем Fw 190 получил мощную 30 мм пушку MK 108, нескольких выстрелов которой хватало для поражения бомбардировщика.
В середине августа 1943 года на вооружение люфтваффе принимается очередное чудо-оружие — ракеты Wurframmen Granate 21 (Wfr.Gr.21 Dodel, используемые и в наземных установках 21 cm Nebelwerfer 42), трубчатые направляющие которых подвешивались под консолями крыла истребителей: по одной у одномоторных (Messerschmitt Bf.109 и Focke-Wulf Fw 190) и по две на двухмоторных (Bf 110) машинах, на некоторых (Messerschmitt Me.410) даже по четыре. Немцы ожидали, что эти ракеты станут основным оружием в борьбе с крупными формированиями бомбардировщиков, однако из-за низкой кучности стрельбы, а значит и невысокой точности попадания, ракеты Dodel не сыграли какой-либо заметной роли в борьбе с бомбардировщиками.
Также не имели успеха тяжёлые самолёты Ju 88P и Me 410, оснащённые пушками крупного для авиации калибра 37, 50 и даже 75 мм. В конце войны некоторого успеха в борьбе с крупными бомбардировочными формированиями достигли реактивные истребители Me 262, оснащённые ракетами R4M, которые позволяли атаковать бомбардировщики вне эффективной дальности стрельбы оборонительных 12,7-мм пулемётов.
Проведённые в 1943 году исследования показали, что более половины бомбардировщиков были сбиты после потери защиты со стороны своей группы. Для решения этой проблемы командование ВАК США разработало строй Combat box, в котором бомбардировщики располагались в шахматном порядке, обеспечивая друг другу защиту с помощью оборонительного вооружения. В результате атака крупных групп бомбардировщиков стала весьма непростой задачей для пилотов люфтваффе. Участвовавшие в атаках на американские бомбардировщики лётчики-истребители люфтваффе сравнивали их строй с летящим дикобразом (нем. fliegendes Stachelschwein). Однако для сохранения огневого взаимодействия бомбардировщики должны были строго сохранять своё место в строю, что препятствовало противозенитному маневрированию, делая их уязвимыми для огня зенитной артиллерии немцев. К тому же немецкие истребители разработали новую тактику атаки групп бомбардировщиков: они атаковали группу на высокой скорости, ведя огонь по группе в целом, стремясь нанести как можно больший урон при минимальном риске, вместо того, чтоб атаковать отдельные самолёты. 
В результате потери B-17 в отдельных миссиях превышали 25 %, например, во втором налёте на Швайнфурт было потеряно 60 самолётов из 291. Высокие потери сохранялись, пока бомбардировщики не получили эффективные дальние истребители сопровождения (в особенности P-51 Mustang), что привело, между февралём и июнем 1944 года, к деградации люфтваффе как эффективного средства перехвата — немецкие истребители сами перехватывались американскими и в результате имели всё меньше шансов на выполнение своей основной задачи борьбы с бомбардировщиками союзников.
С лета 1944 на вооружение истребительной авиации Люфтваффе стали поступать реактивные самолёты, как Me 262, так и более экзотичный Me.163 Komet, который вёл огонь вертикально вверх по сигналу фотодатчика при пролёте под самолётом противника. Последние произвели лишь несколько вылетов, при этом было потеряно 11 машин, в то время как они смогли уничтожить лишь 9 самолётов союзников (по другим источникам было сбито 16 самолётов союзников при 10 потерянных машинах). Также предполагалось применять для противодействия бомбардировщикам и столь экзотическое оружие, как планер-истребитель (BV 40).
Министр вооружения Третьего рейха Альберт Шпеер позже в своих воспоминаниях писал:

Нелепая затея. В 1944 году в течение нескольких месяцев армады вражеских бомбардировщиков сбрасывали в среднем по 300 тонн бомб в день, а Гитлер мог бы обрушить на Англию три десятка ракет <Фау-2> общей мощностью 24 тонн в сутки, что является эквивалентом бомбовой нагрузки всего лишь дюжины «Летающих крепостей». Я не только согласился с этим решением Гитлера, но и поддержал его, совершив одну из серьёзнейших своих ошибок. Гораздо продуктивнее было бы сосредоточить наши усилия на производстве оборонительных ракет «земля-воздух». Такая ракета была разработана ещё в 1942 году под кодовым именем «Вассерфаль» (Водопад) …

Поскольку мы впоследствии выпускали по девятьсот больших наступательных ракет каждый месяц, то вполне могли бы производить ежемесячно несколько тысяч этих меньших по размерам и стоимости ракет. Я и сейчас думаю, что с помощью этих ракет, в сочетании с реактивными истребителями, мы, с весны 1944 года успешно защищали бы нашу промышленность от вражеских бомбардировок, но Гитлер, «одержимый жаждой мести, решил использовать новые ракеты (Фау-2) для обстрела Англии». 

#### Ночные налёты
Для противодействия ночным налётам в Люфтваффе была создана ночная истребительная авиация, по мере развития вбиравшая в себя такие новейшие технические достижения, как системы раннего радиолокационного обнаружения, централизованное наведение истребителей станциями слежения, радиоэлектронные системы навигации и автоматического управления огнём, инфракрасные прицелы (Spanner I и др.), системы распознавания «свой-чужой». Лётчики ночной истребительной авиации считались элитой люфтваффе.
Уже во время войны, в 1941 году, командир группы ночных истребителей обер-лейтенант Рудольф Шенерт пришёл к выводу, что атаковать бомбардировщики, летя горизонтально под ними, намного проще, чем заходить снизу вверх, а после атаки снова резко уходить вниз. Результатом этого стали эксперименты по установке на ночной истребитель Дорнье Do.17 пулемёта, стреляющего вертикально вверх. В итоге это вылилось в создание так называемой «неправильной музыки» — вооружения истребителей, стреляющего вперёд-вверх под углом 65—70 градусов к продольной оси самолёта для поражения цели снизу.
С октября 1943 году ночная истребительная авиация получила на вооружение новую машину — специализированный Heinkel He 219 Uhu (всего выпущено 268 единиц). Он стал одним из самых эффективных самолётов Второй мировой войны (например, командир группы, капитан Манфред Мейрер, имел 65 побед в столкновениях с «Ланкастерами», майор Штрейб на опытном самолёте смог сбить 5 бомбардировщиков в одном вылете, оберфельдфебель Морлок за 12 минут сбил 6 самолётов).
Курт Вельтер стал первым пилотом ночной истребительной авиации, начавшим летать на реактивном Me.262. Стал самым результативным пилотом (около 30 побед), воевавшим на нём (всего на его счету 51 сбитый самолёт противника).

#### Потери немецких ПВО
Бои с армадами тяжелых бомбардировщиков и «Мустангов» приводили к тяжелым потерям немецких летчиков-истребителей: за первые четыре месяца 1944 года их погибло свыше тысячи. Часто это были невосполнимые потери, если гибли опытные пилоты-эксперты, поскольку немцам катастрофически не хватало горючего, необходимого для подготовки новых летчиков.
Массированные бомбардировки территории Германии привели к принятию рейхсминистерством авиации (RLM) в июле 1944 «Срочной истребительной программы» (производство Me.262, He 162, Go.229 и др., при полном прекращении выпуска бомбардировщиков).

## В Азии

### Японские бомбардировки Китая

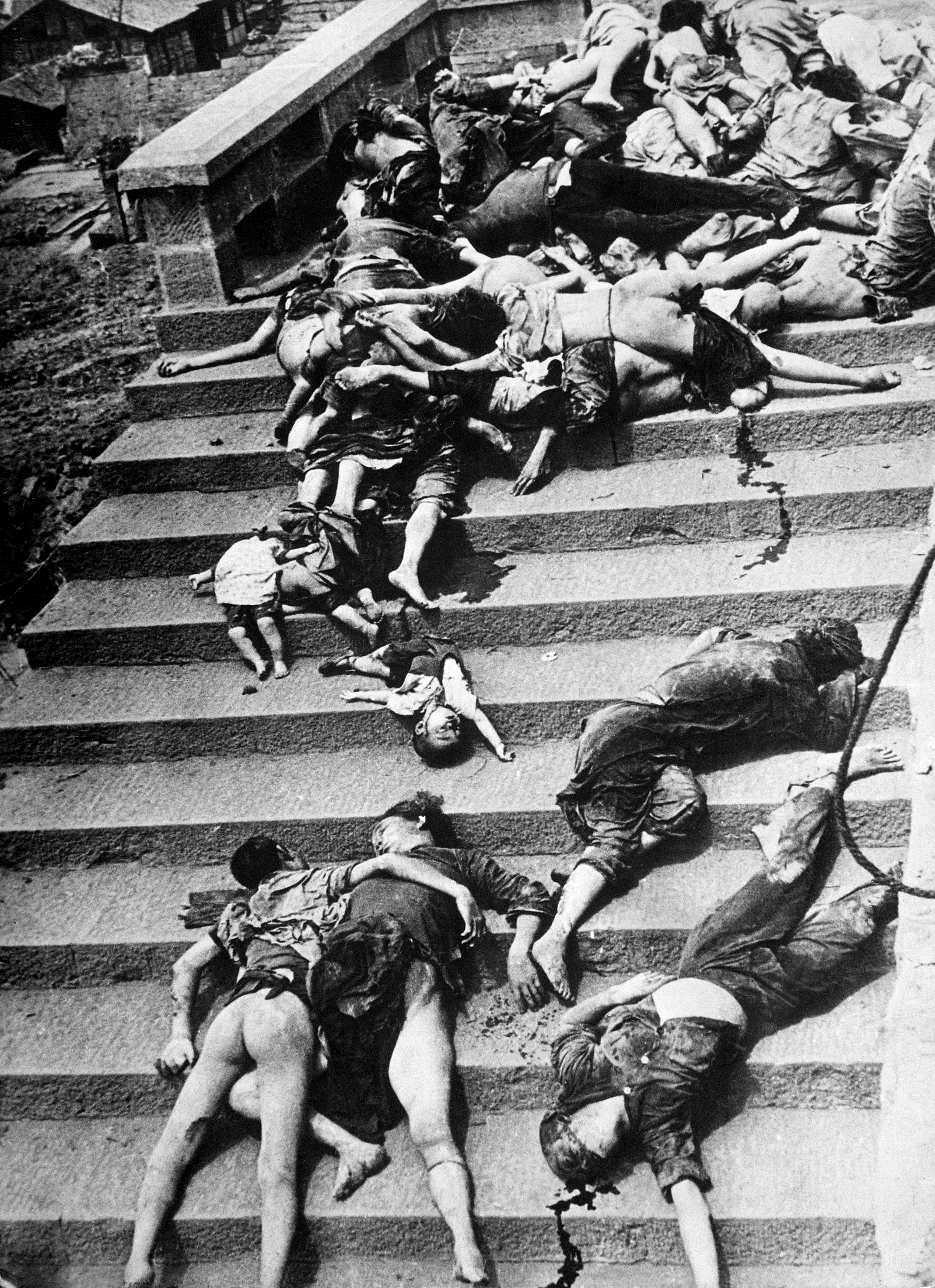
Жертвы массовой паники во время японского воздушного рейда на Чунцин

Японские стратегические бомбардировки в основном проводились против таких китайских городов как Шанхай, Ухань и Чунцин. Всего было проведено около 5 000 рейдов с февраля 1938 по август 1943. Бомбардировки Нанкина и Гуанчжоу, начавшиеся 22 и 23 сентября 1937, вызвали широкомасштабные протесты, что привело к принятию дальневосточным комитетом Лиги Наций специальной резолюции. Согласно мнению одного из британских дипломатов,
«Эти рейды были направлены против мест, находящихся далеко от зоны боевых действий. Военная их цель, там где она вообще была, представлялась абсолютно второстепенной. Главной целью бомбардировок, как представляется, было внушить ужас массовым убийством гражданского населения…»
Японскими ВВС были также осуществлены рейды на Филиппины и северную Австралию (см. Бомбардировка Дарвина 19 февраля 1942 года).

### Американские бомбардировки Японии

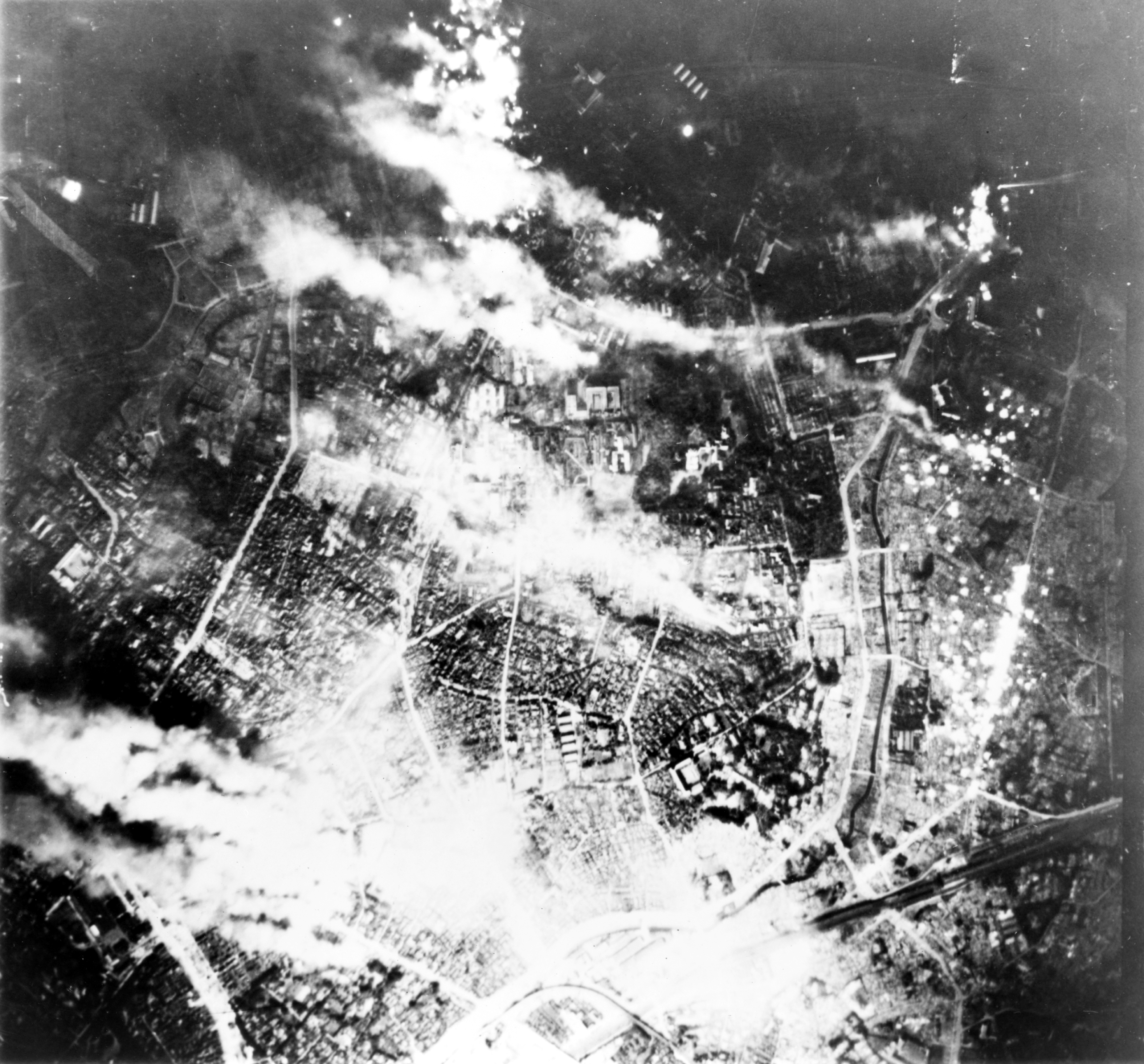
Токио горит во время атаки зажигательными бомбами 26 мая 1945.

Кампания стратегических бомбардировок Японии проводилась ВВС армии США с 1942 по 1945. В течение последних 7 месяцев кампании, упор был сделан на бомбардировки зажигательными бомбами, что привело к значительным разрушениям 67 японских городов, привело к гибели около 500,000 японцев и сделало около 5 миллионов человек бездомными. Для императора Хирохито, наблюдение разрушенных площадей Токио в марте 1945 года послужило толчком к личному участию в мирном процессе, завершившемся капитуляцией Японии пятью месяцами позже.

#### Обычные (конвенциональные)

##### Рейд Дулиттла
Первый авианалёт авиации США на Японию (рейд Дулиттла) состоялся 18 апреля 1942 года, когда шестнадцать B-25 Mitchell стартовали с борта авианосца Хорнет (CV-8), чтобы атаковать ряд японских городов, включая Иокогаму и Токио и приземлиться на аэродромах, расположенных в Китае. В военном смысле результаты рейда были незначительны, но оказали заметный пропагандистский эффект. Из-за преждевременного старта ни один из бомбардировщиков не дотянул до назначенных аэродромов, разбившись при посадке (кроме одного самолёта, приземлившегося в СССР, где экипаж был интернирован). Два экипажа попали в плен к японцам.

##### Налёты из Китая
Ключевым фактором для проведения бомбёжек Японии было создание тяжёлого бомбардировщика B-29, дальность действия которого составляла 2 400 километров; почти 90 % тоннажа бомб, сброшенных на Японию, пришлось на этот тип бомбардировщика (147 000 тонн).
Первый рейд B-29 на Японию из Китая состоялся 15 июня 1944 года. Этот рейд также не нанес японцам особого ущерба. Только 47 из 68 B-29 отбомбились по намеченным целям; четыре возвратились из-за технических проблем, четыре потерпели крушение, шесть сбросили бомбы не прицельно из-за технических проблем, а остальные поразили второстепенные цели. Только один B-29 был сбит авиацией противника. Первый рейд на Японию с востока состоялся 24 ноября 1944 года, когда 88 самолётов бомбили Токио. Бомбы были сброшены с высоты около 10 километров и, по оценкам, только около 10 % из них поразило намеченные цели.
Первые рейды проводились силами 12-й воздушной армии США с авиабаз в материковом Китае в рамках операции «Маттерхорн». Это никогда не рассматривалось как удовлетворительное решение, не только из-за сложностей снабжения китайских аэродромов (поставки шли через «Горб» — воздушный мост из Индии в Китай через Гималаи), но и потому что B-29 могли достичь Японии только при условии замены части бомбовой нагрузки горючим.

##### Налёты с Марианских островов
Когда стратегия «прыжков с острова на остров» адмирала Нимица привела к захвату Марианских островов, расположенных в пределах дальности полета B-29 от Японии, 12-я воздушная армия переместила туда свои базы (особенно на Гуам и Тиниан). Теперь с новых аэродромов B-29 могли летать бомбить Японию с полной бомбовой нагрузкой.
Так же как и в Европе, ВВС США вначале пытались придерживаться практики дневных точечных бомбардировок. Это, однако, оказалось невозможным из-за наличия около берегов Японии сильных ветров в стратосфере, делавших невозможным прицельное бомбометание. Генерал Кёртис Лемей, командовавший в то время 12-й воздушной армией, приказал перейти к тактике массированных ночных бомбардировок с использованием зажигательных бомб с высот около 2 километров по основной агломерации городов, включающей Токио, Нагоя, Осака и Кобе. Несмотря на ограниченный первоначальный успех бомбёжек, особенно против Нагои, Лемей продолжил использование этой тактики против японских городов. Атаки против стратегических объектов также проводились путём дневных бомбёжек с более низких высот.
Первый успешный бомбовый рейд с использованием зажигательных бомб был проведен на Кобе 3 февраля 1945: почти половина основных заводов города была повреждена, объём производства на одной из двух городских верфей упал более чем в два раза.
Большая часть бронирования и вооружения бомбардировщиков снималась, чтобы увеличить бомбовую нагрузку; японская система ПВО по количеству ночных истребителей и зениток была настолько слаба, что это было вполне возможным.
Первый рейд такого типа на Токио произошёл в ночь с 23 на 24 февраля, когда 174 B-29 уничтожили около 3 км². города. В ночь с 9 на 10 марта  во время второго рейда Вооружённых сил США, под кодовым названием «Операция Дом собраний», Токио подвергся самой разрушительной и смертоносной неядерной бомбардировке в истории человечества, во время налёта 334 B-29 сбросили на город около 1700 тонн бомб. 41 км² центра Токио были разрушены, дотла сгорела четверть города, в результате чего около 100 000 мирных жителей погибли в возникшем огненном смерче и более миллиона остались без крова. Урон был максимальным в части города к западу от Императорского дворца. Городские дома были построены преимущественно из дерева и бумаги, и японские методы борьбы с пожарами оказались неэффективными. Пожары вышли из-под контроля, нагревая воду в каналах до кипения и вызывая самопроизвольное возгорание целых кварталов. Результаты зажигательных бомбардировок Токио подтвердили опасения, высказанные адмиралом Ямамото ещё в 1939 году: «Японские города, будучи сделанными из дерева и бумаги, загорятся очень легко. Армия может заниматься самовосхвалением сколько хочет, но если начнётся война и будут крупномасштабные авианалёты, страшно представить, что тогда произойдёт».
В последующие две недели было сделано 1600 самолёто-вылетов против четырёх городов, в ходе которых 80 км². городской территории было разрушено ценой потери 22 бомбардировщиков. К июню свыше 40 % городской площади шести крупнейших городов Японии (Токио, Нагоя, Кобе, Осака, Иокогама и Кавасаки) были разрушены. Под командованием Лемея находилось почти 600 бомбардировщиков, которые до конца войны успели разрушить десятки более мелких городов и производственных центров. Было полностью или частично разрушено 68 городов, примерно 1,7 миллиона человек лишились жилья, 300 000 человек погибли, а 750 000 — получили ранения. 66 авиационных налётов проводились с применением обычного оружия, а в двух использовались атомные бомбы. При этом некоторые авианалёты с применением обычных бомб по своей разрушительной мощи приближались к атомным бомбардировкам.
Обзор эффективности стратегических бомбардировок на Тихом океане, выпущенный уже после окончания войны, в 1946 году, отмечал, что способность стратегических бомбардировок в комбинации с морской блокадой и предыдущими военными поражениями привести Японию к капитуляции была недооценена. К июлю 1945, только часть запланированного флота стратегических бомбардировщиков была развернута против Японии, целей, достойных применения этих сил, оставалось уже мало. Глядя ретроспективно, было бы более эффективно использовать авиацию наземного и морского базирования для уничтожения торгового флота Японии и начать минирование с воздуха намного раньше, что, вкупе с успешно осуществленной союзниками подводной войны против торгового флота Японии привело бы к полной изоляции этой островной нации, что ускорило бы удушение Японии и закончило войну раньше.

#### Атомные
| Японский город | % площади разрушено | сравнимый город США |
| -------------- | ------------------- | ------------------- |
| Хиросима       | 90                  | Хьюстон             |
| Нагасаки       | 45                  | Акрон               |

## Применение воздушных шаров
Япония, не обладая дальней авиацией, пыталась в период с ноября 1944 года по апрель 1945 года использовать воздушные шары с осколочно-фугасными и зажигательными бомбами, которые массировано запускались через Тихий океан в сторону США. Однако эффект от этой операции был практически нулевым. В 1942—1944 годах британцы осуществляли аналогичную программу бомбардировок территории Германии с использованием беспилотных аэростатов. В ходе операции Outward было запущено около 100 000 небольших аэростатов, снаряжённых проволокой для вызывания коротких замыканий в немецких линиях электропередач или небольшими бомбами. Эффект также был не слишком значителен.

## В произведениях культуры и искусства
- х/ф «Мемфисская красотка» (Великобритания, 1990)
- х/ф «Перл-Харбор»
- песня FireStorm из альбома «The Art of War» шведской хэви-метал группы Sabaton